# Landväxter
Landväxter, Embryophyta, embryofyter, är en undergrupp av gröna växter i växtriket. Det omfattar fröväxter, nålfruktsmossor, levermossor, bladmossor, ormbunkar och några andra mindre grupper. 

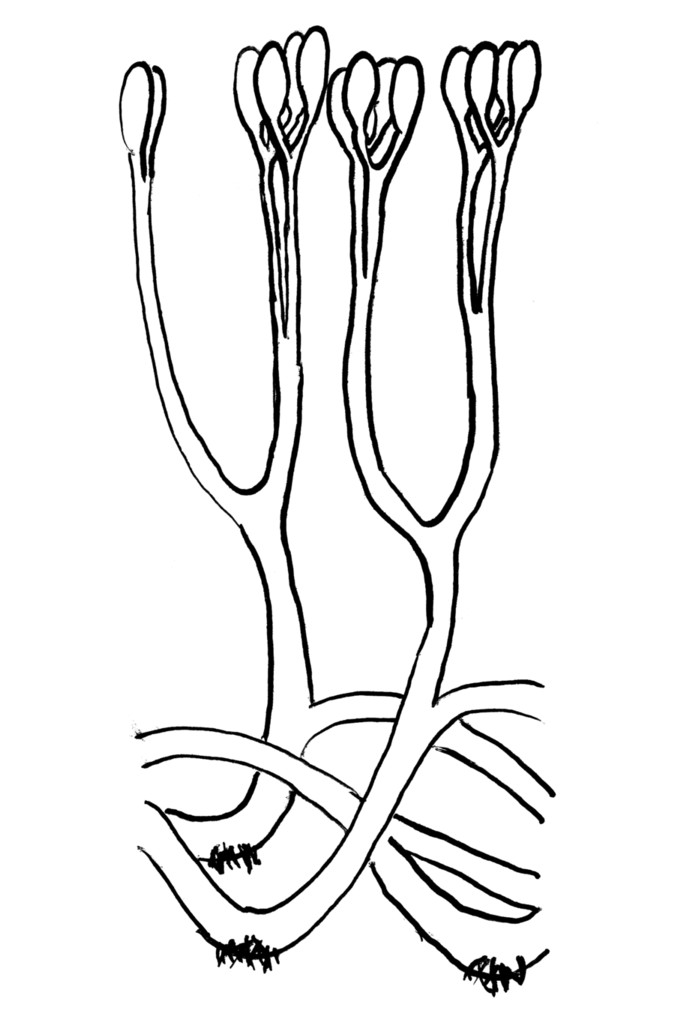
Rekonstruktion av Aglaophyton, en mycket tidig landväxt.

I gruppen ingår också en hel del arter som senare, sekundärt, har återgått till att leva i vatten (näckrosväxter, ålgräs, notblomster, vattenaloe, näckmossa med flera). Några tidiga kända fossil av landväxter är Rhynia, Cooksonia och Aglaophyton. De är enkelt byggda men upprätta växter som har ett sporangium längst ut på varje gren.
Ett liv på land, jämfört med ett liv i havet, krävde nya anpassningar hos landväxterna. Epidermis med kutikula skyddar mot uttorkning. Rötter suger vatten ur marken och förankrar växten. Platta blad ökar den fotosyntetiserande ytan. Pigment skyddar arvsmassan från skador av UV-strålning. Klyvöppningar reglerar gasutbytet. Stödjevävnad (sklerenkym) och ved håller växten upprätt i luften. De olika grupperna av landväxter har också utvecklat en rad anpassningar för att klara av könlig förökning utan fritt vatten. Hos alger simmer spermierna fritt i vattnet, men landväxter behöver andra metoder (till exempel med pollen). Flera av dessa anpassningar har sina motsvarigheter hos svampar och djur, som uppstod när dessa grupper koloniserade land.
Namnet embryofyter syftar på ett steg i den könliga fortplantningen. Hos landväxter sprids inte det befruktade ägget (zygoten) i sitt encelliga stadium utan genomgår flera celldelningar i sitt skyddade läge på moderplantan. Hos flera stora grupper lossnar embryot aldrig från moderplantan utan lever hela sin tid där (se till exempel bladmossor).